# Templo y exconvento de San Agustín (Acolman)
El Templo y exconvento de San Agustín de Acolman es un monumento histórico de México, ubicado en el Valle de México, en el municipio conurbado de Acolman, en el estado de México. Actualmente, aloja el Museo Virreinal de Acolman, a cargo del Instituto Nacional de Antropología e Historia y recibe turistas en todo el año por su cercanía con la zona arqueológica de Teotihuacán.
Su construcción inició entre 1524 y 1529 por Fray Andrés de Olmos y estuvo a cargo de la orden franciscana. Fue cedido a los agustinos en 1536, quienes lo concluyeron a sus actuales dimensiones hacia 1560. Una doble cartela en la portada así lo consigna.
Secularizado en el siglo XVII y abandonado definitivamente en 1772 luego de una inundación que lo anegó dos metros. La inspección General de Monumentos Artísticos e Históricos decidió rescatarlo en 1920, y se constituyó como museo en 1921. El segundo nivel, que se había librado de las inundaciones, quedó en condiciones para exhibir la muestra de escultura. Fue declarado monumento histórico en 1933 e intervenido para hacerlo accesible en 1945, al quitarle todo el lodo que lo cubría y creando la rampa que actualmente se observa.

## Arquitectura
Tiene la disposición del conjunto conventual tradicional de templo, atrio y claustro y la arquitectura recia de los conventos mendicantes del siglo XVI. Su portada es un ejemplo del estilo plateresco clásico, con columnillas y decoración inspirada en el renacimiento italiano.